# Этзебет, Эбен
Эбен Этзебет (англ. Eben Etzebeth, родился 29 октября 1991 года в Кейптауне) — южноафриканский регбист, выступающий на позиции левого лока (номер 4); игрок клуба «Шаркс». В составе национальной сборной ЮАР — чемпион мира 2019 года. В прошлом выступал за такие клубы, как «Стормерз», «НТТ ДоКоМо Ред Харрикейнз» и «Тулон». В рамках Кубка Карри выступал в составе «Уэстерн Провинс».

## Клубная карьера

### «Уэстерн Провинс» и «Стормерз»
Этзебет начал заниматься регби в школьные годы, будучи учеником средней школы Тигерберг в Кейптауне, за команду Западной провинции «Уэстерн Провинс» дебютировал в 2009 году в рамках турнира до 18 лет «Неделя Кравена». В 2011 году он в составе команды Кейптаунского университета «Айки Тайгерс» выиграл студенческий Varsity Cup, однако из-за травмы во второй половине года пропустил полностью розыгрыш Премьер-дивизиона Кубка Карри 2011 года. В 2012 году он вошёл в заявку «Стормерз» на сезон Супер Регби, дебютировав 25 февраля в матче против «Харрикейнз». За сезон он провёл 13 встреч и занёс одну попытку: клуб выиграл 14 матчей регулярного чемпионата из 16, а в полуфинале проиграл «Шаркс» со счётом 19:26. В связи с вызовами в сборную он не играл на первых этапах Премьер-дивизиона Кубка Карри 2012 года, но в конце сезона выступил в финальной серии из трёх матчей и выиграл с командой Западной провинции Кубок Карри впервые с 2002 года. В решающей встрече в Дурбане его клуб победил команду «Натал Шаркс» со счётом 25:18, а он получил приз лучшего игрока встречи.
Из-за травмы Этзебет пропустил первую половину сезона Супер Регби 2013, сыграв во второй половине 8 матчей и занеся одну попытку. По ходу первенства он выиграл 47 розыгрышей коридора и совершил 8 перехватов при вводе мяча противником в коридоре. В Кубке Карри 2013 года он снова почти не играл в связи с выступлениями за сборную, однако был вызван в канун финала. К сожалению, тогда его клуб проиграл «Шаркс» со счётом 33:19 в Кейптауне, уступив трофей. В ноябре 2013 года полученная травма ноги во время игр сборных снова вывела Этзебета из строя: он пропустил первую половину 2014 года и матчи Супер Регби. В апреле 2013 года при этом он продлил соглашение с «Уэстерн Провинс» и «Стормерз» до 2016 года.

### Отъезд за границу и возвращение
В июле 2015 года Этзебет заключил соглашение с клубом «НТТ ДоКоМо Ред Харрикейнз», с которым некоторое время выступал в японской Топ-Лиге. В 2016 году он вернулся в «Стормерз», а в декабре 2018 года достиг договорённости с французским «Тулоном» о переходе в его состав после чемпионате мира в Японии и о двухлетнем контракте. В январе 2021 года он впервые вышел в стартовом составе клуба на позиции левого фланкера, что было связано с тем, что игравший на этой позиции Сван Реббадж получил травму перед началом встречи.
В феврале 2022 года Этзебет перешёл в «Шаркс», заключив контракт до 2027 года.

## Карьера в сборной
В составе сборной ЮАР из игроков моложе 20 лет Этзебет выступил на чемпионате мира 2011 года в Италии: турнир завершился провальным для южноафриканцев 5-м местом. В основную сборную его вызвал новый тренер Хейнеке Мейер в канун трёхматчевой серии встреч против Англии в июне 2012 года. 9 июня 2012 года он дебютировал вместе с Хуандре Крюгером в матче против Англии на стадионе «Кингс Парк» в Дурбане, который принёс ЮАР победу 22:17. Несмотря на последующие травмы, Этзебет продолжал удерживать позицию левого лока (номер 4) в сборной: так, к концу чемпионата регби 2014 он провёл уже 29 матчей за сборную. Более того, его дебют состоялся раньше его дебюта в Vodacom Cup или Кубке Карри. 23 ноября 2013 года он попал в число номинантов на приз игрока года IRB: в Топ-5 вместе с ним попали Ли Хафпенни, Серджо Париссе, Киран Рид и Бен Смит. В 2015 году Этзебет участвовал в чемпионате мира в Англии, сыграв все 4 матча группового этапа. В частности, он вышел на замену в матче против Японии, закончившемся сенсационной победой японцев 34:32. В четвертьфинале против Уэльса и полуфинале против Новой Зеландии он также выходил в стартовом составе, а в матче за 3-е место против Аргентины отыграл все 80 минут с капитаном «Спрингбокс» Виктором Мэтфилдом. ЮАР, победив Аргентину, завоевала бронзовые медали чемпионата мира.
Свой 50-й матч Этзебет провёл против Австралии в 3-м туре чемпионата регби 2016, став самым молодым южноафриканцем, добившимся этого достижения (ему было 24 полных года). Однако тот матч завершился поражением 17:23, а Этзебет получил жёлтую карточку на 41-й минуте. В 2017 году он участвовал в серии тест-матчей против Франции и вывел команду на 3-й матч в качестве капитана: ЮАР победила французов в третьей встрече 35:12 и выиграла серию. Благодаря этому Этзебет стал капитаном сборной в канун чемпионата регби: ранее назначенный капитан Уоррен Уайтли уже во втором матче серии получил травму и выбыл до конца 2017 года. Этзебет отыграл все 6 матчей Чемпионата регби 2017 года, а также три теста против Франции. В частности, он выступал в матче против Новой Зеландии, в котором ЮАР уступила 24:25. В том же году во время матча против Австралии Этзебет сцепился с форвардом австралийцев Исраэлем Фолау, заступившись за коллегу по сборной Диллина Лейдса, которого Фолау схватил за волосы: игра завершилась вничью 27:27, а тренер австралийцев Майкл Чейка после матча даже попытался свалить всю ответственность в том инциденте на Этзебета. В конце года, после проведённых матчей против Ирландии (поражение 3:38) и Франции (победа 18:17) Этзебет впервые был заменён по ходу матча: в игре против Италии (победа 35:6) его заменил Франко Мостерт. В последней в том году игре против Уэльса Этзебет был заменён в перерыве из-за подозрения на повреждение спины (поражение 22:24).
В 2019 году Этзебет выступал на чемпионате мира и вместе с командой выиграл его, победив в финале Англию. На самом турнире он сыграл 6 матчей; проиграв на групповом этапе Новой Зеландии, ЮАР больше не потерпела по ходу турнира ни одного поражения. 16 июля 2022 года Эбен Этзебет сыграл 100-й матч за сборную ЮАР против Уэльса, завершившийся победой ЮАР 30:14. Он стал 7-м игроком в истории сборной ЮАР, которому покорилась эта отметка, но самым молодым из них на момент проведения своего 100-го матча.

## Стиль игры
Антропометрические данные Эбена Этзебета: рост 203 см, вес 122 кг. В 2018 году его жим лёжа составлял 175 кг, а жим гантелей под уклоном от груди — 79 кг.

## Статистика

### Клубная (Супер Регби)
| Сезон | Клуб     | Игры     | В стартовом составе | Замены   | Минуты   | Попытки  | Очки     | Жёлтые карточки | Красные карточки |
| ----- | -------- | -------- | ------------------- | -------- | -------- | -------- | -------- | --------------- | ---------------- |
| 2012  | Стормерз | 13       | 13                  | 1        | 923      | 1        | 5        | 0               | 0                |
| 2013  | Стормерз | 8        | 7                   | 1        | 591      | 1        | 5        | 0               | 0                |
| 2014  | Стормерз | не играл | не играл            | не играл | не играл | не играл | не играл | не играл        | не играл         |
| 2015  | Стормерз | 11       | 10                  | 1        | 792      | 0        | 0        | 0               | 0                |
| 2016  | Стормерз | 10       | 10                  | 0        | 741      | 2        | 10       | 0               | 0                |
| 2017  | Стормерз | 12       | 12                  | 0        | 909      | 0        | 0        | 1               | 0                |
| 2018  | Стормерз | не играл | не играл            | не играл | не играл | не играл | не играл | не играл        | не играл         |
| 2019  | Стормерз | 8        | 6                   | 2        | 430      | 0        | 0        | 0               | 0                |
| Итого | Итого    | 61       | 57                  | 4        | 4306     | 4        | 20       | 14              | 2                |

### Матчи за сборные
| Противник                    | И  | В  | Н | П  | Поп | О  | Процент побед |
| ---------------------------- | -- | -- | - | -- | --- | -- | ------------- |
| Австралия                    | 16 | 7  | 2 | 7  | 1   | 5  | 50            |
| Англия                       | 9  | 5  | 1 | 3  | 0   | 0  | 61.11         |
| Аргентина                    | 17 | 13 | 1 | 3  | 1   | 5  | 79.41         |
| Британские и ирландские львы | 3  | 2  | 0 | 1  | 0   | 0  | 66.67         |
| Грузия                       | 1  | 1  | 0 | 0  | 0   | 0  | 100           |
| Ирландия                     | 6  | 3  | 0 | 3  | 0   | 0  | 50            |
| Италия                       | 4  | 4  | 0 | 0  | 0   | 0  | 100           |
| Намибия                      | 1  | 1  | 0 | 0  | 0   | 0  | 100           |
| Новая Зеландия               | 17 | 3  | 1 | 13 | 0   | 0  | 23.33         |
| Самоа                        | 2  | 2  | 0 | 0  | 0   | 0  | 100           |
| США                          | 1  | 1  | 0 | 0  | 0   | 0  | 100           |
| Уэльс                        | 6  | 3  | 0 | 3  | 0   | 0  | 50            |
| Франция                      | 5  | 5  | 0 | 0  | 1   | 5  | 100           |
| Шотландия                    | 4  | 4  | 0 | 0  | 0   | 0  | 100           |
| Япония                       | 3  | 2  | 0 | 1  | 0   | 0  | 66.67         |
| Итого                        | 94 | 56 | 5 | 33 | 3   | 15 | 62.23         |

### Попытки в матчах
| Попытки | Противник | Место                  | Стадион             | Турнир                       | Дата            | Итоговый счёт |
| ------- | --------- | ---------------------- | ------------------- | ---------------------------- | --------------- | ------------- |
| 1       | Австралия | Брисбен, Австралия     | Санкорп             | Чемпионат регби 2015         | 18 июля 2015    | 20:24         |
| 1       | Аргентина | Лондон, Великобритания | Олимпийский стадион | Чемпионат мира по регби 2015 | 30 октября 2015 | 24:13         |
| 1       | Франция   | Йоханнесбург, ЮАР      | Эллис Парк          | Тест-матч                    | 24 июня 2017    | 35:12         |
| 1       | Англия    | Лондон, Англия         | Туикенем            | Тест-матч                    | 26 ноября 2022  | 27:13         |

## Личная жизнь
4 февраля 2022 года Эбен Этзебет женился на актрисе и певице Анлии ван Ренсбург (англ. Anlia van Rensburg) в имении Ля-Пари во Франшхуке (Западно-Капская провинция). Она исполняла гимн ЮАР на матче против Уэльса, который стал 100-м для Этзебета.

## Комментарии
1. ↑  В зачёт не идут матчи 2015 года против сборной мира в Кейптауне (набрал 5 очков)[3] и против «Барбарианс» в Лондоне в 2016 году (без очков)[4].